# Ширвиндт, Александр Анатольевич
Алекса́ндр Анато́льевич Ши́рвиндт (19 июля 1934, Москва — 15 марта 2024, Москва) — советский и российский актёр театра, кино, озвучивания и дубляжа, театральный режиссёр, сценарист, педагог, телеведущий, блогер, писатель-мемуарист, юморист; народный артист РСФСР (1989). Полный кавалер ордена «За заслуги перед Отечеством». Художественный руководитель (2000—2021) и президент (2021—2024) Московского академического театра сатиры.

## Биография

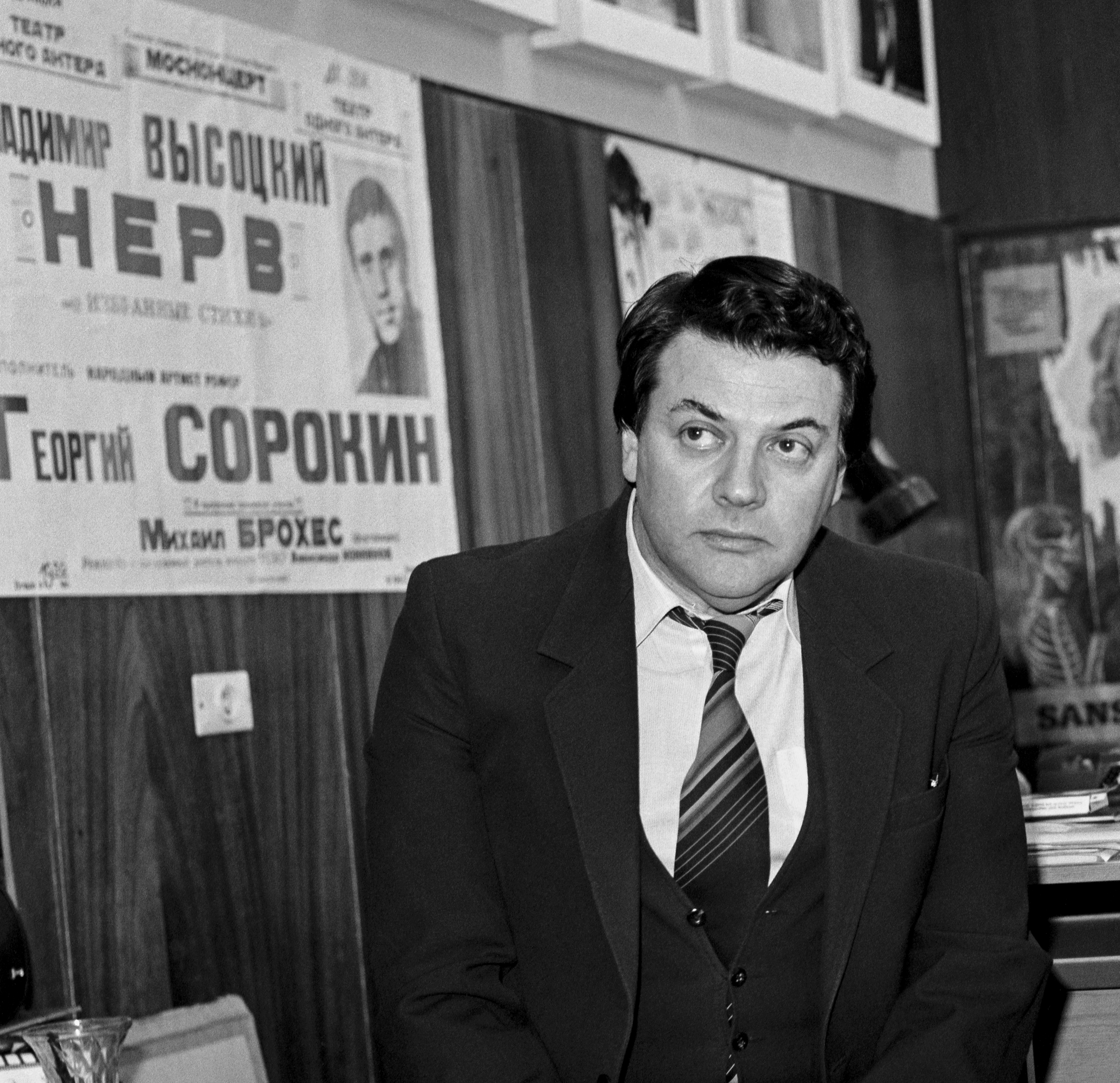
Во время интервью, 11 июля 1986 года, автор фото: Лев Медведев

Родился 19 июля 1934 года в Москве в родильном доме № 7 имени Г. Л. Грауэрмана, в еврейской семье.
Дед — врач, выпускник Виленской 1-й гимназии 1881 года Гдаль (Густав) Моисеевич Ширвиндт (1861—?). Отец — скрипач, музыкальный педагог Анатолий Густавович (Фёдор Гдальевич) Ширвиндт (22 февраля 1896, Киев — 1961, Ленинград), играл в оркестре Большого театра, затем преподавал в Музыкальном техникуме имени А. А. Ярошевского. Его родные братья — юрист Евсей Ширвиндт и врач Борис Ширвиндт, двоюродный брат — философ Максим Ширвиндт.
Мать — актриса, выпускница Второй студии МХТ, ученица Владимира Ивановича Немировича-Данченко, впоследствии главный редактор концертного отдела Московской филармонии Раиса Самойловна Ширвиндт (урождённая Кобыливкер, 1896—1985). Дед — Ицхок-Шмуль Аронович Кобыливкер, бабушка — Эмилия Наумовна Кобыливкер. Александр был вторым ребёнком у родителей, его старшая сестра умерла в девятилетнем возрасте до его рождения.
Семья жила в Москве по адресу Скатертный переулок, 5А в двух комнатах девятикомнатной коммунальной квартиры. После начала Великой Отечественной войны в 1941 году вся семья была эвакуирована в город Чердынь (ныне Пермский край, Россия), где находилась до 1943 года.
Окончил среднюю школу № 110 в Москве. После окончания школы поступал в два высших учебных заведения: в Театральное училище имени Б. В. Щукина и на юридический факультет МГУ.
Ширвиндт — спортивный болельщик, любил футбол (болел за московское «Торпедо»), баскетбол, биатлон и снукер.
С 1946 года, в течение семидесяти двух лет, был другом и с 1957 по 2017 год — постоянным партнёром по эстрадным номерам Михаила Державина. В середине 1980-х годов они вместе вели телевизионную программу «Утренняя почта», а в 2013 году — передачу «Хочу знать».
Стал изобретателем блюда, пользующегося большой популярностью в ресторане Дома актёра — омлета, в рецепт которого, помимо молока, яиц и некоторых других ингредиентов, входит газированная минеральная вода, придающая ему пышности.
В 1956 году с отличием окончил Театральное училище им. Б. В. Щукина (курс Веры Константиновны Львовой) и был принят в труппу Театра-студии киноактёра. В том же году сыграл свою первую роль в кино — эстрадного певца Вадима Степановича Ухова в фильме «Она вас любит!» (реж. Семён Деревянский и Рафаил Суслович).
В 1957 году принят в труппу театра им. Ленинского комсомола и зачислен в штат киностудии «Мосфильм». В 1967 году вместе с режиссёром Анатолием Эфросом и несколькими другими актёрами перешёл в Московский драматический театр на Малой Бронной.
С 1957 года преподавал в Высшем театральном училище имени Б. В. Щукина (с 1995 года — профессор). Среди учеников Ширвиндта Леонид Ярмольник, Амалия Мордвинова, Александр Олешко, Елена Подкаминская, Мария Голубкина, Ирина Лачина, Анна Исайкина, Анна Бруссер.
В марте 1970 года по приглашению своих друзей Михаила Державина, Марка Захарова и Андрея Миронова начал работать в Московском академическом театре сатиры, был введён на роль графа Альмавивы в спектакле «Безумный день, или Женитьба Фигаро» Бомарше (постановка Валентина Плучека) вместо Валентина Гафта. В том же году совместно с Марком Захаровым поставил спектакль «Проснись и пой!» по пьесе венгерского драматурга Миклоша Дьярфаша «Лазейка» (авторизованный перевод Г. Лейбутина). По воспоминаниям Ширвиндта, текст пьесы был полностью переписан им совместно с Захаровым, название было придумано художественным руководителем театра Валентином Плучеком.
В 1973 году совместно с Андреем Мироновым под руководством Валентина Плучека поставил спектакль «Маленькие комедии большого дома» по одноимённой пьесе Григория Горина и Аркадия Арканова. В основе сюжета спектакля — истории, происходящие с жильцами нового многоквартирного дома, актуальные темы переселения и дефицита товаров, вечные темы человеческих отношений, добра и юмора. По воспоминаниям Ширвиндта, основой успеха спектакля стал формат постановки — пять новелл протяжённостью по двадцать минут, объединённых общим сюжетом.
В 1978 году поставил спектакль «Недоросль» по произведению Д. И. Фонвизина, песни к постановке написал поэт и бард Юлий Ким, спектакль был показан несколько раз, после чего был закрыт по решению управления культуры Москвы. В 1979 году поставил спектакль «Её превосходительство» по пьесе Самуила Алёшина, в 1982 году «Концерт для театра с оркестром» (автор сценария совместно с Григорием Гориным).
Работал на эстраде как режиссёр и конферансье.
В 2000 году сменил на посту художественного руководителя Московского академического театра сатиры Валентина Плучека, который ушёл в отставку по состоянию здоровья.
13 октября 2021 года стал президентом Театра сатиры, а на посту художественного руководителя театра его заменил Сергей Газаров, также по совместительству худрук театра Прогресс Сцена Армена Джигарханяна.

### Личная жизнь
В 1957 году женился на Наталье Николаевне Белоусовой (род. 1935), архитекторе, племяннице химика Б. П. Белоусова, внучке архитектора В. Н. Семёнова. В браке родился сын — Михаил Александрович Ширвиндт (род. 1958), у которого трое детей и пять внуков.
Дружил со многими известными деятелями искусства, наиболее крепкие дружеские отношения связывали его с актёрами Андреем Мироновым и Михаилом Державиным, режиссёром Марком Захаровым, драматургом Григорием Гориным. Среди друзей имел прозвище Маска, производил впечатление никогда не теряющего самообладание человека.

### Смерть, прощание и похороны
Скончался 15 марта 2024 года в возрасте 89 лет в московской больнице. Причиной смерти стала сердечная недостаточность.
Свои соболезнования выразили президент России Владимир Путин, председатель Государственной думы Вячеслав Володин, председатель Совета Федерации Валентина Матвиенко, а также многие другие политики и артисты.
Церемония прощания прошла в Театре сатиры 18 марта 2024 года. Согласно воле артиста, его тело кремировали.
14 апреля 2024 года урна с прахом была захоронена на центральной аллее Новодевичьего кладбища Москвы, рядом с могилами Василия Ланового, Владимира Меньшова, Глеба Панфилова и Инны Чуриковой.

## Творчество

### Театральные работы

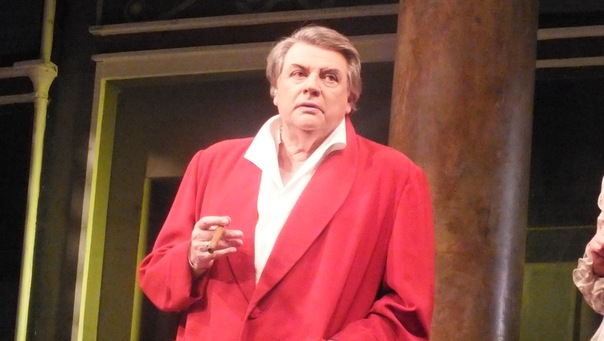
Спектакль «Орнифль»

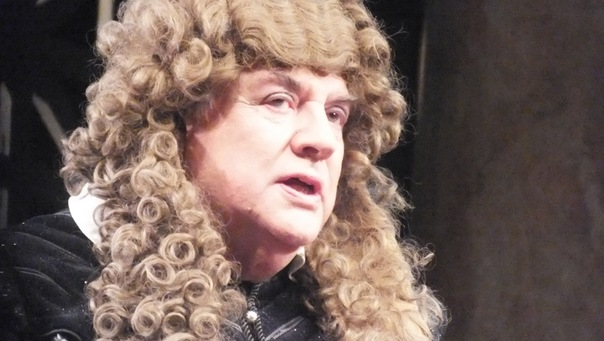
Спектакль «Орнифль»

#### Театральный институт имени Бориса Щукина
- 1956[источник не указан 487 дней] — «Трудовой хлеб» А. Островского — дипломный спектакль
- 1956[источник не указан 487 дней] — «Ночь ошибок» О. Голдсмита — дипломный спектакль

#### Театр им. Ленинского комсомола
- «Семья» И. Попова; постановка С. Гиацинтовой — массовка (спектакль 1949 года, ввод)
- «Чудесная встреча» Лидии Черкашиной; режиссёр А. А. Муатов — Глашатай
- 1957 — «Первая Конная» Вс. Вишневского; постановка Бенедикта Норда — белый офицер (ввод)
- 1957 — «Первая симфония» А. Гладкова; постановка А. Рубба (ввод)
- 1957 — «Колесо счастья» Братьев Тур; постановка С. Штейна — Фазан (ввод)
- 1957 — «Хлеб и розы» А. Салынского; постановка С. А. Майорова, А. А. Рубба, В. Р. Соловьёва — парень
- 1957 — «Когда цветёт акация» Николая Винникова; режиссёр С. Штейн — Костя Хоменко (ввод)
- 1957 — «Первое свидание» (ввод)
- 1957 — «Друзья-сочинители» Н. Венкстерн; режиссёр С. Штейн (ввод)
- 1957 — «Наш общий друг» Ч. Диккенса; режиссёр Иван Берсенев — мистер Лэммль (ввод)
- 1957 — «Фабричная девчонка» А. Володина; режиссёр Владимир Эуфер (ввод)
- 1958 — «Товарищи-романтики» М. Соболя; постановка С. Майорова и С. Штейна — Юрий Лещёв
- 1958 — «Святая Иоанна» Б. Шоу, Бертран де Пулянжи, начальник стражи, режиссёр В. С. Канцель
- 1959 — «С завязанными глазами» Иштвана Фейера; режиссёр С. Штейн (ввод)
- 1959 — «Огонь твоей души» Александра Араксманяна; постановка Р. Капланяна — Рубен (ввод)
- 1960 — «Цветы живые» Н. Погодина; постановка Б. Толмазова — Безликий, диктор
- 1960 — «Опасный возраст» Семён Нариньяни; режиссёр С. Штейн — Костя
- 1961 — «Центр нападения умрёт на заре» А. Куссани; постановка Б. Толмазова — Гамлет
- 1962 — «Чемодан с наклейками» Д. Угрюмова; постановка С. Штейна — Размышляев, человек с 5-го этажа
- 1962 — «Вам 22, старики!» Э. Радзинского; постановка С. Штейна — Милый друг, режиссёр
- 1963 — «О Лермонтове»; постановка О. Ремеза и Т. Чеботаревской — Мартынов
- 1963 — «До свидания, мальчики!» Б. Балтера; режиссёр С. Штейн
- 1964 — «В день свадьбы» В. Розова; постановка А. Эфрос, Л. Дуров — гость на свадьбе (массовка)
- 1964 — «104 страницы про любовь» Э. Радзинского; режиссёр А. Эфрос — Феликс
- 1965 — «Каждому своё» С. Алёшина; режиссёр А. Эфрос — Гудериан
- 1965 — «Снимается кино» Э. Радзинского; постановка: А. В. Эфрос, Лев Дуров — Нечаев Фёдор Фёдорович (премьера — 9 ноября 1965)
- 1965 — «Что тот солдат, что этот» Б. Брехта; режиссёр М. Туманишвили — Джесси Махони
- 1966 — «Чайка» А. Чехов; режиссёр А. Эфрос — Тригорин
- 1966 — «Мольер» М. Булгакова; режиссёр А. Эфрос — Людовик

#### Московский драматический театр на Малой Бронной
- 1968 — «Как вам это понравится» У. Шекспира — Жак-меланхолик, режиссёр Пётр Фоменко
- 1969 — «Счастливые дни несчастливого человека» А. Н. Арбузова — Крестовников, режиссёр Анатолий Эфрос
- 1970 — «Ромео и Джульетта» У. Шекспира — герцог, постановка А. В. Эфрос, режиссёр Л. К. Дуров

#### Московский академический театр сатиры
- 1970 — «Безумный день, или Женитьба Фигаро» Бомарше; реж. Валентин Плучек — граф Альмавива
- 1970 — «Гурий Львович Синичкин» В. Дыховичного — Родион
- 1971 — «Обыкновенное чудо» Е. Шварца — Министр-администратор
- 1972 — «Таблетку под язык» А. Макаенка — Ломтев, представитель министерства
- 1973 — «Маленькие комедии большого дома»; реж. Александр Ширвиндт и Андрей Миронов — Отец
- 1973 — «Чудак-человек» В. Азерникова — Заводское руководство
- 1973 — «Клоп» В. Маяковского — Президент репортажа
- 1974 — «Нам — 50»; реж. Александр Ширвиндт
- 1975 — «Дом, где разбиваются сердца» Б. Шоу — Гектор
- 1976 — «Клеменс» К. Сая, реж. М. А. Микаэлян — Рыжебородый чужеземец, Старший купец, Высокая шапка, Большой начальник
- 1976 — «Горе от ума» А. Грибоедова — Молчалин
- 1979 — «Её превосходительство» С. Алёшина
- 1980 — «Чудак» Н. Хикмета — Ахмет Рыза
- 1982 — «Ревизор» Н. Гоголя — Добчинский
- 1982 — «Трёхгрошовая опера» Б. Брехта — Роберт Пила
- 1982 — «Концерт для театра с оркестром…»
- 1983 — «Крамнэгел» Л. Устинова — Мервин Шпиндельман
- 1985 — «Бремя решения» Ф. Бурлацкого — Пьер Селинджер
- 1985 — «Молчи, грусть, молчи…» А. Ширвиндта
- 1986 — «Рыжая кобыла с колокольчиком» И. Друцэ — Негриш
- 1988 — «Страсти Черноморья» Фазиля Искандера — Зенон Айба, писатель
- 1995 — «Поле битвы после победы принадлежит мародёрам» (премьера 28 февраля) Э. Радзинского — Михалёв
- 1997 — «Счастливцев — Несчастливцев» Г. Горина — Несчастливцев
- 1999 — «Привет от Цюрупы» (11 ноября 1999 — премьера) театральная фантазия по одноимённому рассказу Ф. Искандера; реж. Сергей Коковкин — Думающий о России
- 2001 — «Андрюша» А. Арканова и А. Ширвиндта
- 2001 — «Орнифль» Ж. Ануя (14 сентября 2001 — премьера); реж. Сергей Арцибашев — Орнифль
- 2009 — «Мольер» («Кабала святош») М. Булгакова (23 января 2009 — премьера); реж. Юрий Ерёмин — Жан Батист Поклен де Мольер
- 2010 — «Между светом и тенью» Теннесси Уильямса (5 ноября 2010 — премьера), Дэвид Катрир; реж. Юрий Ерёмин
- 2014 — «Грустно, но смешно» С. Плотов, В. Жук, А. Ширвиндт (1 октября 2014 — премьера); реж.: Александр Ширвиндт, Юрий Васильев
- 2018 — «Где мы?∞!…» Родиона Овчинникова[63], реж. Родион Овчинников (премьера 7 февраля) — Петр Павлович Зарайский

#### Режиссёрские и сценарные работы
- 1970 — «Проснись и пой!» (совместно с Марком Захаровым)
- 1973 — «Маленькие комедии большого дома» (совместно с Андреем Мироновым)
- 1974 — «Нам — 50»
- 1977 — «Чао!» (фильм-спектакль)
- 1978 — «Недоросль»
- 1979 — «Её превосходительство»
- 1982 — «Концерт для театра с оркестром»
- 1985 — «Молчи, грусть, молчи…»
- 1988 — «Страсти Черноморья» Фазиля Искандера
- 1992 — «Спартак» (Мишулин) — «Зритель» (сборная)
- 2001 — спектакль «Андрюша», написанный совместно с А. Аркановым
- 2003 — 19 июня (премьера) «Слишком женатый таксист» Р. Куни
- 2004 — «Швейк, или Гимн идиотизму» по Ярославу Гашеку
- 2006 — 4 января (премьера) — «Ни сантима меньше!!» Альдо Николаи,
- 2007 — 22 декабря (премьера) — «Свободу за любовь?!»
- 2007 — «Женщины без границ» Ю. Полякова
- 2010 — «Кошмар на улице Лурсин» (Perdu Монокль) Эжена Лабиша
- 2011 — «Здравствуйте! Это Я! Андрюше-70!»
- 2012, 8 ноября — «Средства от наследства» Ю.Ряшенцева и Г.Полиди
- 2013, 20 апреля — «Дураки» Нила Саймона
- 2014, 1 октября — «Грустно, но смешно» С. Плотов, В. Жук, А. Ширвиндт, Постановка: Александр Ширвиндт, Юрий Васильев
- 2015, 4 декабря — «Чемоданчик» Юрия Полякова, Постановка: Александр Ширвиндт
- 2016, 15 ноября — «Никогда не поздно» Сэма Бобрика, Постановка: Александр Ширвиндт
- 2018, 2 июня — «Брависсимо!» по пьесе «Квартет» Рональда Харвуда
- 2019, 10 октября — «Хотим сыграть Мольера». Постановка: Александр Ширвиндт

### Фильмография

#### Актёрские работы
- 1956 — Она вас любит! — Вадим Степанович Ухов, эстрадный певец-дипломант (дебют в кино)
- 1958 — Атаман Кодр — Василий Богдескул
- 1963 — Приходите завтра… — Вадим («Станиславский»), студент Гнесинки
- 1967 — Майор Вихрь — Юзеф
- 1967 — Спасите утопающего — экскурсовод
- 1968 — Ещё раз про любовь — Феликс Топтыгин
- 1968 — Крах — Сидней Рейли
- 1968 — Шестое июля — Лев Карахан
- 1969 — В тринадцатом часу ночи — помреж на студии
- 1969 — Сюжет для небольшого рассказа
- 1971 — Старики-разбойники — референт министра
- 1971 — Ты и я — приятель
- 1971 — Умеете ли вы жить? — Борис Есипович, преподаватель консерватории
- 1973 — Всего несколько слов в честь господина де Мольера — Дон Жуан
- 1974 — Какая у вас улыбка — Илья
- 1975 — Ирония судьбы, или С лёгким паром! — Павлик, друг Жени Лукашина
- 1975 — Бенефис Ларисы Голубкиной — Хиггинс
- 1976 — Двенадцать стульев — одноглазый председатель шахматной секции в Васюках
- 1976 — Небесные ласточки — майор Альфред Шато-Жибюс, брат Каролины
- 1977 — Инкогнито из Петербурга — Христиан Иванович Гибнер, лекарь
- 1978 — Бенефис Людмилы Гурченко — лирический баритон: третий встречный паренёк / Наполеон / Дон Хуан / жених / аббат / адвокат
- 1979 — Трое в лодке, не считая собаки — сэр Уильям Самуэль Харрис
- 1980 — Мнимый больной — господин де Бонфуа, нотариус
- 1980 — Альманах сатиры и юмора
- 1981 — Отпуск за свой счёт — Юрий Николаевич
- 1981 — Восточный дантист — Тапарникос, дантист
- 1981 — Факты минувшего дня — Юрий Николаевич Шаганский
- 1982 — Принцесса цирка — Фирелли
- 1982 — Серебряное ревю — худрук
- 1982 — Вокзал для двоих — Александр Анатольевич (Шурик), пианист в привокзальном ресторане
- 1982 — Просто ужас! — главврач
- 1983 — Нежданно-негаданно — сосед-антиквар
- 1984 — Аплодисменты, аплодисменты… — Игорь Макаров, бывший муж Валерии
- 1984 — Герой её романа — «Стрелок»
- 1985 — Зимний вечер в Гаграх — ведущий телепередачи «Музыкальная панорама»
- 1985 — Самая обаятельная и привлекательная — Аркадий, муж Сусанны
- 1985 — Миллион в брачной корзине — Леонидо Папагатто
- 1986 — Семь криков в океане — Сантьяго Сабала
- 1987 — Забытая мелодия для флейты — Мясоедов, чиновник Главного управления свободного времени
- 1987 — Шантажист — Валерий Юрьевич
- 1989 — Искусство жить в Одессе — Тартаковский
- 1990 — Бабник — Аркадий
- 1991 — Чокнутые — Стефенсон
- 1991 — Осада Венеции — инквизитор
- 1993 — Русский регтайм — отец Кости
- 1994 — Простодушный — де Сен-Планж
- 1995 — Привет, дуралеи! — лидер социал-социалистической партии
- 1995 — Роковые яйца — Иван Лифантьевич, редактор газеты
- 1996 — Волшебный фонарь 2 — член худсовета
- 2004 — Привет от Цюрупы! (телеверсия спектакля) — думающий о России
- 2007 — Ирония судьбы. Продолжение — дядя Паша, друг Евгения Лукашина
- 2008 — Возвращение мушкетёров, или Сокровища кардинала Мазарини — Кольбер
- 2009 — Пёстрые сумерки — Александр Белых, джазовый пианист
- 2009 — Марковна. Перезагрузка — камео
- 2019 — Московский романс — камео
- 2019 — Эдуард Суровый. Слёзы Брайтона — сосед Сурового (камео)

#### Озвучивание
Мультфильмы
- 1967 — Машинка времени — закадровый текст от автора
- 1975 — Уроки наших предков — закадровый текст от автора
- 1977 — Как грибы с горохом воевали — Царь Горох
- 1979 — Новый Аладдин — Аладдин
- 1979 — Вовка-тренер — читает текст
- 1981 — Алиса в Стране Чудес — Чеширский Кот
- 1981 — Пёс в сапогах — Красавчик
- 1981 — Самый маленький гном (3-й выпуск) — Козлик
- 1981 — Жил-был Саушкин — дядя Капа, житель Страны Добряков
- 2002 — Мои бабушки и я — внук Боря
- 2018 — Гофманиада — тайный королевский архивариус Линдгорст / огненный Саламандр

Фильмы
- 1973 — Ни слова о футболе — закадровый текст от автора
- 1975 — Ирония судьбы, или С лёгким паром! — закадровый текст от автора
- 1980 — За спичками — закадровый текст от автора

#### Дубляж
- 2010 — Алиса в Стране чудес — Чеширский Кот
- 2010 — Щелкунчик и Крысиный Король — эпизод

#### Роли в киножурнале «Фитиль»
- 1968 — Выпуск № 75 (новелла «Отцы-одиночки») — Анатолий Шумаев (Слава С.), отец-одиночка
- 1969 — Выпуск № 84 (новелла «Серенький козлик») — папа Алёши
- 1969 — Выпуск № 86 (новелла «Дорогой посетитель») — корреспондент в ресторане
- 1971 — Выпуск № 105 (новелла «Рабочее время») — любознательный сотрудник
- 1971 — Выпуск № 109 (новелла «Частый клиент») — мужчина в вытрезвителе
- 1977 — Выпуск № 177 (новелла «Домашнее задание») — Павел Иванович, начальник
- 1977 — Выпуск № 184 (новелла «Мания величия») — мужчина в ресторане
- 1978 — Выпуск № 194 (новелла «Как аукнется…») — именинник
- 1979 — Выпуск № 212 (новелла «Ясновидящий») — ясновидящий
- 1981 — Выпуск № 224 (новелла «Ложка дёгтя») — Юрий Михайлович Докукин
- 1981 — Выпуск № 229 (новелла «Генеральная репетиция») — консультант
- 1982 — Выпуск № 244 (новелла «Путёвка в жизнь») — Александр Демидович, директор
- 1987 — Выпуск № 297 (новелла «Деловые игры») — ревизор из главка

### Аудиоспектакли и аудиокниги
- 1973 — Баядера — Сказочник[64]
- 1987 — «Дон Кихот» (радиоспектакль) Н. Александровича[65]
- 1989 — «Счастливый день» (грампластинка фирмы «Мелодия», сказки Михаила Пляцковского) — рассказчик, актёр (с Михаилом Державиным)

### Телевизионная карьера
- «Семь нас и джаз» (1968), ведущий
- «Терем-теремок» (1970—1972), соведущий
- «Голубой огонёк» (1983, 1988), соведущий
- «Утренняя почта», соведущий
- «Телевизионные ночные сплетни», соведущий[66]
- «Театральная гостиная», ведущий
- «Тёплый дом» (1995), автор и ведущий[67]
- «Браво, артист!» (2007—2009), ведущий
- «Хочу знать» (2013), соведущий

### Документальные фильмы и телепередачи
- «Александр Ширвиндт. „Главная роль“» («Первый канал», 2014)[68]
- «Александр Ширвиндт. „Легенды кино“» («Звезда», 2017)[69]
- «Александр Ширвиндт. „Взвесимся на брудершафт!“» («ТВ Центр», 2017)[70]
- «Александр Ширвиндт. „Ирония спасает от всего“» («Первый канал», 2019)[71][72]
- «Александр Ширвиндт. „Ирония спасает от всего“» («Первый канал», 2020)[73]

## Общественная позиция
В 1996 году был среди деятелей культуры и науки, призвавших российские власти остановить войну в Чечне и перейти к переговорному процессу.
В 2000 году на президентских выборах поддержал Владимира Путина, пожелав Григорию Явлинскому стать премьер-министром, а Станиславу Говорухину взять на себя телевидение. Подчеркнул личное знакомство со всеми тремя кандидатами и свою симпатию к каждому.

В 2015 году заявил: 
Я никогда не был ни революционером, ни диссидентом, хотя друзей среди этих великих людей у меня была масса. Никогда не подписываю коллективные письма, потому что считаю, что надо жить индивидуально.
В 2018 году был доверенным лицом кандидата в мэры Москвы Сергея Собянина.
В 2020 году в интервью журналисту Дмитрию Гордону артист поделился воспоминаниями о своей работе на Украине. Он отметил, что тоскует по Украине, потому что не может поехать на родину своих родителей — в Одессу и Харьков:
«Я невпускаемый… А за что? Потому что я поехал в Севастополь — замечательные ребята из общества книголюбов пригласили меня на творческий вечер, поговорить. А оказалось, что я — сволочь. Вот из-за книголюбов Севастополя я и не могу приехать на родину родителей… Я когда вижу эту, значит, круглосуточную полемику относительно наших дел [России и Украины] с участием совершенно дрессированных политологов… Это театр. Но ужас-то в том… Крым ваш или Крым наш? Но Крым — мой. Ты понимаешь? Он мой. Я в нём вырос, в нём жил, я на Украине снимался в семи картинах».

### Членство в общественных организациях
- Член Союза театральных деятелей (1961)
- Член Союза кинематографистов
- Действительный член Академии кинематографических искусств «Ника»[80]
- Действительный член Американской пушкинской академии искусств
- Член правления и сопредседатель Московского английского клуба
- Президент и действительный член Академии юмористических авторитетов
- Член Общественного совета ГУВД города Москвы
- Член Комиссии при президенте Российской Федерации по государственным наградам (2011—2018)

## Признание и награды

### Государственные награды

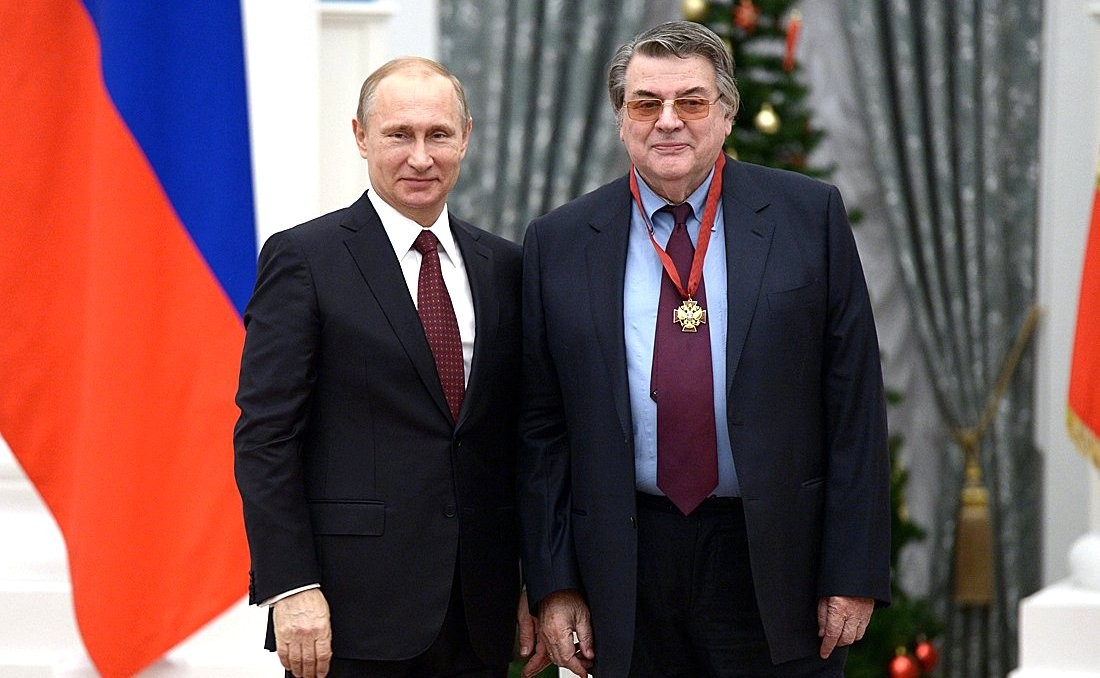
Награждение орденом «За заслуги перед Отечеством» III степени. 22 декабря 2014 года

- «Заслуженный артист РСФСР» (16 октября 1974) — за заслуги в области советского театрального искусства[81]
- «Народный артист РСФСР» (1 июня 1989) — за большие заслуги в области советского театрального искусства[82]
- Орден Дружбы народов (20 июля 1994) — за заслуги в развитии театрального искусства и плодотворную педагогическую деятельность[83]
- Орден «За заслуги перед Отечеством» IV степени (2 августа 2004) — за большой вклад в развитие театрального искусства[84]
- Орден «За заслуги перед Отечеством» II степени (19 июля 2009) — за выдающийся вклад в развитие отечественного театрального искусства и многолетнюю педагогическую деятельность[85]
- Орден «За заслуги перед Отечеством» III степени (21 июля 2014) — за большие заслуги в развитие отечественной культуры и искусства, многолетнюю плодотворную деятельность[86]
- Орден «Ключ дружбы» (9 октября 2014, Кемеровская область) — за выдающийся личный вклад в развитие культуры России, сохранение лучших традиций театрального искусства, уникальный талант, высочайший творческий потенциал, преданность своему профессиональному долгу, бескорыстное служение Отечеству
- Орден «За заслуги перед Отечеством» I степени (29 мая 2019) — за большой вклад в развитие отечественной культуры и искусства, многолетнюю плодотворную деятельность[87]

### Другие награды премии, поощрения и общественное признание
- Лауреат второй премии на фестивале искусств «Театральная весна-74»
- Лауреат премии «Золотой Остап» (1993, за участие в спектакле «Чествование»)
- Лауреат национальной премии «Россиянин года» в номинации «Звезда России» (2005)[88]
- Лауреат премии «Хрустальная Турандот» — за долголетнее и доблестное служение театру (2009)
- Лауреат премии «Звезда Театрала» в номинации «Лучшая импровизация» (2009)
- Памятная медаль «150-летие А. П. Чехова» (2010)[89]
- Юбилейный нагрудный знак Московской областной Думы «20 лет Московской областной Думе» (28 ноября 2013 года)[90]
- Лауреат Главного приза Российской национальной актёрской премии «Фигаро» имени Андрея Миронова (2015)
- Лауреат персональной награды «Актёрское братство» в рамках Российской национальной актёрской премии «Фигаро» имени Андрея Миронова (2015)
- Российская национальная театральная премия «Золотая маска» «За выдающийся вклад в развитие театрального искусства» (2018)[91]
- Премия «Скрипач на крыше» в номинации «Человек-легенда» (2018)[92]

### Прочее
- Неоднократно приглашался в жюри Высшей лиги КВН
- В 1992 году стал членом Академии дураков, основанной Вячеславом Полуниным и Роланом Быковым[93]
- В честь Александра Ширвиндта назван астероид (6767) Shirvindt, открытый астрономом Людмилой Карачкиной в Крымской Астрофизической Обсерватории 6 января 1983 года.

- До конца 2025 года на стене высотного дома в Москве, в котором жил Ширвиндт (Котельническая набережная, 15/1, корпус А) должна быть установлена мемориальная доска. Решение об этом было принято 1 июля 2025 года на заседании президиума правительства столицы, распоряжение подписал мэр Москвы Сергей Собянин.